# Honoriusz III Grimaldi
Honoriusz III Grimaldi, właściwie Honoré Camille Léonor Grimaldi de Goyon de Matignon (ur. 10 listopada 1720 w Paryżu, zm. 21 marca 1795 tamże) – 6. książę Monako od 7 listopada 1733 do 19 stycznia 1793, syn księcia Jakuba I Grimaldi i księżnej Ludwiki Hipolity Grimaldi.

## Dzieciństwo i młodość
Ojcem Honoriusza był książę Monako, Jakub I Grimaldi, z linii de Goyon de Matignon, a matką księżna Monako, Ludwika Hipolita Grimaldi. Miał liczne rodzeństwo, braci: Antoniego Karola Marię, markiza Baux, hrabiego Matignon (ur. 1717, zm. 1718), Karola Marię Augusta, hrabiego Carlades i Matignon (ur. 1722, zm. 1749), Jakuba (ur. 1723, zm. 1723), Franciszka Karola, hrabiego Thorigny (ur. 1726, zm. 1743), Karola Maurycego, hrabiego Valentinois (ur. 1727, zm. 1798) oraz siostry: Charlotte Teresę Natalię, zakonnicę (ur. 1719, zm. 1790), Ludwikę Franciszkę, mademoiselle Baux (ur. 1724, zm. 1743) i Marię Franciszkę Teresę, mademoiselle 'd-Estouteville (ur. 1728, zm. 1743). Jego dziadkami ze strony ojca byli hrabia Thorigny, Jakub de Goyon de Matignon i jego żona, hrabina Charlotte de Goyon de Matignon, ze strony matki zaś książę Monako, Antoni I Grimaldi, i jego żona, księżna Maria Lotaryńska.

## Książę Monako
Honoriusz spędził dzieciństwo w paryskim domu ojca. Wygląd odziedziczył po rodzinie de Matignon. Po śmierci dziadka Antoniego w 1731 jego matka ogłosiła się samodzielną księżną Monako. Przyszły książę wraz z ojcem i całym rodzeństwem pojechał do Monako, gdzie panowała jednak bardzo napięta atmosfera. Księżna Ludwika Hipolita nie dotrzymała umów zawartych z mężem i nie chciała współrządzić wraz z księciem Jakubem, bardzo nielubianym w księstwie. Wyjechał sam do Paryża, ale już kilka miesięcy później jego matka zmarła podczas epidemii ospy. Wygasła na niej linia Grimaldich, a tron przejęła w osobie Jakuba i Honoriusza III, linia de Matignon.
Książę Jakub pojechał do Monako po śmierci żony w grudniu 1731 i starał się przekonać mieszkańców, że to on powinien rządzić księstwem do momentu ukończenia przez następcę tronu dwudziestu pięciu lat. Chciał także, by po tym czasie syn abdykował na jego rzecz. Monakijczycy nie akceptowali tej propozycji. Uważali, że tron powinien przypaść przyszłemu Honoriuszowi III. Uzyskali pomoc w osobie kardynała Andrzeja Herkulesa de Fleury, pierwszego ministra młodego króla Francji Ludwika XV. Jakub musiał się wycofać, ale został prawnym opiekunem syna do ukończenia przez niego dwudziestu pięciu lat.
20 maja 1732 książę de Matignon mianował nieślubnego syna swojego teścia, Antoniego, kawalera Grimaldi generalnym gubernatorem Monako, dając mu szerokie uprawnienia. Antoni był owocem jednego z romansów księcia Antoniego I Grimaldiego i sprawował faktyczne rządy w księstwie do śmierci (28 listopada 1784). Jakub podpisał abdykację 7 listopada 1733, zachowując dla siebie tytuł księcia Valentinois oraz regencję do osiągnięcia pełnoletniości przez Honoriusza III. Uroczystości przejęcia tronu przez nowego księcia odbyły się 16 i 17 maja 1734.
Honoriusz III wyjechał z ojcem z Monako na piętnaście lat. Przybył do Paryża. Jakub I miał plan co do syna. Miał on zrobić błyskawiczną karierę wojskową. Najpierw na jego polecenie Honoriusz III kształcił się u jezuitów. W wieku szesnastu lat został muszkieterem Gwardii Królewskiej. Kariera wojskowa nie posuwała się jednak tak szybko. Przez dwa lata nie otrzymał awansu. Ojciec postarał się uzyskać dla syna stopień porucznika. Zapłacił za ten awans 55 tysięcy liwrów. Następnie zaczął koncentrować się na szukaniu mu odpowiedniej żony. Honoriusz III nie był nimi zainteresowany. Dwukrotnie odmówił podpisania kontraktów małżeńskich. Jakub był zawiedziony i poprosił króla o rozkaz królewski. Syn został uwięziony na kilka miesięcy w twierdzy Arras. Po wyjściu z więzienia był rozżalony na ojca.
Książę uczestniczył w austriackiej wojnie sukcesyjnej. Objęła ona prawie całą Europę. Honoriusza III wysłano do marszałka Francji Maurycego Saskiego, który walczył przeciwko Brytyjczykom i ich sojusznikom w Belgii. 1 maja 1745 książę został dowódcą brygady. Dziesięć dni później, dowodząc regimentem, dzielnie walczył w bitwie pod Fontenoy, ale jego brat Józef został ciężko ranny. W czasie oblężenia Veroux Honoriusz III został poważnie ranny. W lipcu 1747 brał udział w bitwie pod Raucaux oraz Lawfeld, gdzie stracił konia.
Choć Honoriusz III z bratem walczyli po stronie francuskiej, Monako było neutralne. Książę rozkazał kawalerowi de Grimaldi przyjmować statki wojenne obu stron. Księstwo było dwa razy zagrożone. Zimą 1747 Menton omal nie zostało zajęte przez wroga z powodu klęski Francuzów w walce z Austriakami we Włoszech. Wiosną 1747 Karol Emanuel III, król Sardynii i stronnik Habsburgów, blokował port Monako.
10 maja 1748 Honoriusz III, w wieku dwudziestu ośmiu lat, awansował na generała brygady i przybył do Paryża. Celem był odpoczynek przed powrotem do swego regimentu. Wówczas doszło znowu do konfrontacji między nim a ojcem. Jakub wybrał dla niego kandydatkę na żonę. Syn po raz trzeci odmówił stanowczo. Za karę został uwięziony na trzy miesiące w Bastylii. Po wyjściu z więzienia książę zrezygnował z kariery wojskowej. W 1749, po piętnastu latach, wrócił do Monako. Było ono dobrze zarządzane przez Antoniego Grimaldi. Książę pozostawił mu rządy nad swym księstwem.
Prowadził ważne negocjacje z Wiktorem Emanuelem III, królem sardyńskim, w sprawie zakończenia sporu między Monakijczykami a mieszkańcami La Turbie. 14 i 24 listopada 1760 podpisano porozumienia ustalające granice księstwa i Sardynii. Król zgodził się na przyłączenie wokół Monako odcinka szerokości 600 m.
Edward August, książę Yorku, brat Jerzego III, króla Wielkiej Brytanii, jechał z Paryża do Genui celem odwiedzenia swojej ukochanej. Honoriusz III, dowiadując o tym, że książę ma zatrzymać się w Monako, przybył z Normandii przygotować odpowiednie przyjęcie gościa. Edward przypłynął na statku na początku września 1767. Był jednak chory. Leżał, unieruchomiony, w sypialni pałacu. Mimo wysiłków lekarzy nicejskich gość zmarł 17 września, po dwóch tygodniach pobytu w Monako. Trumna z ciałem została przeniesiona z honorami na statek do Anglii. Król Jerzy III za ten gest zaprosił Honoriusza do siebie. Książę przybył do Londynu sam 26 marca 1768. Przebywał tam do 4 czerwca, przez dwa miesiące przyjmowany z honorami.
W 1785, po śmierci Antoniego, kawalera de Grimaldi, Honoriusz III osiedlił się na stałe w Monako. Zajął się pobudzaniem gospodarki księstwa. Zachęcał do produkcji makaronu, mydła, wosku i tytoniu. Poszerzył uprawę drzew cytrusowych (pomarańcze i cytryny). Założył hodowlę jedwabników w Carnolès.
Dzieje Monako w latach 1789–1815 były silnie powiązane z rewolucją francuską i cesarstwem Napoleona I. Zgromadzenie Narodowe zniosło powinności feudalne z dnia 4 na 5 sierpnia 1789. W kwietniu 1790 Honoriusz III wyjechał do Paryża, gdzie walczył przez ponad rok ze Zgromadzeniem Narodowym o uznanie jego praw do dochodów z posiadłości francuskich. Powoływał się na postanowienia traktatu z Péronne z 1461. We wrześniu 1791 Zgromadzenie wydało dekret przyznający mu odszkodowanie i nakazujący rządowi królewskiemu wypłacenie mu 273 766 franków. Decyzja była nierealna, ponieważ król Ludwik XVI był zawieszony w swoich obowiązkach.
Zgromadzenie Narodowe Francji wypowiedziało wojnę Austrii w kwietniu 1792. Honoriusz III ogłosił neutralność Monako oraz zabiegał u żyrondystów o dalsze pozostawanie żołnierzy francuskich na Skale. Jesienią 1792 sytuacja była coraz gorsza, gdyż „rewolucja” zbliżała się do granic księstwa. 29 września Generał Anselme zajął Niceę, a 22 października wysłał do Monako batalion celem założenia tam „klubu” rewolucyjnego. 13 stycznia 1793 Rady Ludowe Monako, Mentonu i Roquebrune utworzyły konwent. 21 stycznia ogłosił on obalenie dynastii Grimaldich, konfiskatę ich dóbr oraz poprosił o unię z Francją. Konwent w Paryżu przegłosował aneksję Monako 14 lutego 1793. 4 marca Monako stało się częścią francuskiego departamentu Alp Nadmorskich, a 22 września przyjęło nazwę Fort Hercule.
Honoriusz III z synem Honoriuszem nadal przebywał w Paryżu w pałacu Matignon. Oddał swoje konie i powozy wojsku oraz dawał datki na zakup broni i cele publiczne. W nocy z 19 na 20 września 1793 został aresztowany i osadzony w więzieniu w Sèvres. Starszy syn oraz synowa Franciszka Teresa (żona Józefa przebywającego wówczas w Niemczech) także zostali aresztowani i uwięzieni. Franciszka Teresa, jako „wróg ludu”, została zgilotynowana 27 lipca 1794. Honoriusz III został uwolniony z więzienia 5 października i wrócił do ogołoconego pałacu Matignon. Przeżycia te bardzo go osłabiły. Nie odzyskał sił i zmarł 21 marca 1795. Starszy syn został de iure Honoriuszem IV. Nie miał jednak praw do tytułu księcia Monako.

## Małżeństwo i rodzina
Podczas pobytu w Paryżu sugerowano Honoriuszowi, by poślubił Marię Ludwikę de la Tour d'Auvergne, jedyną córkę Karola Godefroya de la Tour d'Auvergne i jego żony, Marii Karoliny Sobieskiej. Maria Karolina była starszą siostrą Marii Klementyny Sobieskiej i prawnuczką króla Polski Jana III Sobieskiego. Małżeństwo nigdy nie doszło do skutku.
W wieku trzydziestu lat zakochał się w Annie de Brignole Sale z rodu Balhi, żonie markiza Guiseppe'a de Brignole Sale. Poznali się na wielkiej gali w Wersalu. Była ona starsza od księcia o dziesięć lat, a ich romans trwał kilka lat. W 1754 Honoriusz spędził trzy miesiące w Genui, w Palazzo Rosso, przyprawiając rogi mężowi Anny. Nagle zaczął jednak adorować jej córkę, Marię Katarzynę, wówczas piętnastoletnią. Książę zdecydował się poślubić Marię. Starał się u jej ojca o rękę prawie półtora roku. Po nieudanej próbie chciał poślubić inną kobietę, także nieskutecznie. Dawna kochanka napisała do niego kąśliwy list, na który książę odpowiedział. Bronił się w nim, zapewniając o jego szacunku do niej i jej córki. List sprawił, że markiza Anna wystarała się o zgodę męża na ślub ich córki z księciem. Małżeństwo zostało zawarte per procura w Genui 15 czerwca 1757.
Pierwszy syn książęcej pary urodził się 17 maja 1758 i znany był później jako książę Monako, Honoriusz IV Grimaldi. Drugi syn urodził się 10 września 1763 i otrzymał imię Józef. Latem 1760 Honoriusz wyjechał do Paryża, a żona przyjechała do niego w grudniu tego roku. Mieszkali w rezydencji Matignon, spędzając czas na balach i zabawach. Małżeństwo rozpadło się 9 stycznia 1771.